# Arrhenotoides dubouzeti
Arrhenotoides dubouzeti là một loài bọ cánh cứng trong họ Cerambycidae.